# Badia Polesine

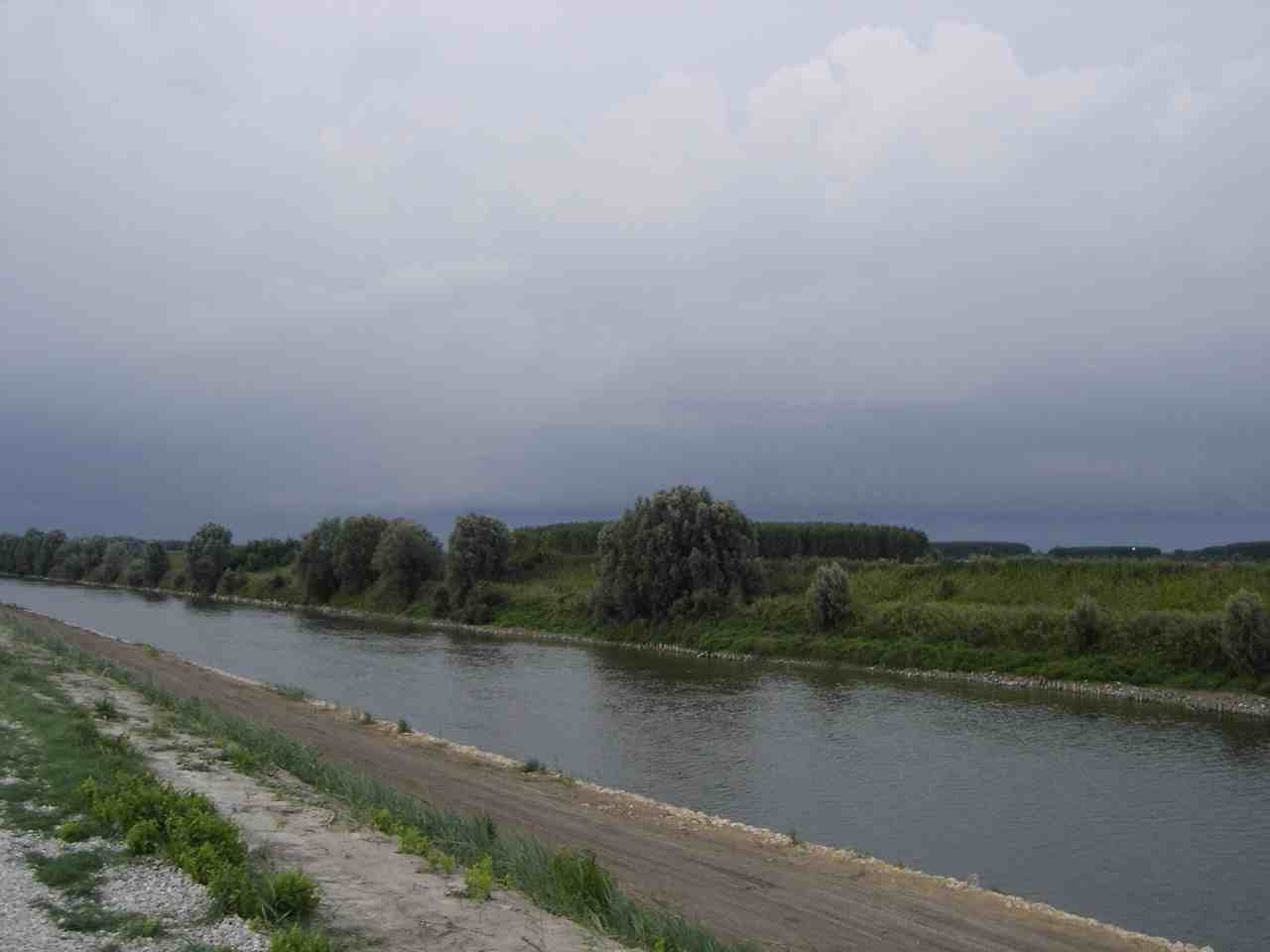
L'Adige all'entrata nella provincia di Rovigo a nord della frazione Villa d'Adige

Badia Polesine (Badia in veneto) è un comune italiano di 10 274 abitanti della provincia di Rovigo in Veneto, situato a ovest del capoluogo.

## Geografia fisica
La città si colloca nella parte occidentale della provincia di Rovigo, comunemente conosciuta come Alto Polesine, di cui è tradizionalmente considerata il capoluogo. Il fiume Adige lambisce la parte settentrionale del territorio comunale, separando le province di Rovigo e di Padova, collegate da due ponti che uniscono Badia Polesine ai vicini comuni di Masi e Piacenza d'Adige. Il canale più importante è il Naviglio Adigetto che, sviluppatosi da una rotta del fiume Adige, divide l'abitato in due aree principali. Il naviglio è costeggiato da due riviere adibite al traffico veicolare, tra le arterie principali della viabilità cittadina. Nel territorio comunale sono infine presenti altri canali e scoli.

### Clima
Badia Polesine ha un clima temperato umido con estate calda (Cfa) secondo la Classificazione dei climi di Köppen. Si tratta di un clima temperato con estati calde e spesso afose e inverni freddi e umidi. Le precipitazioni si concentrano nelle stagioni primaverile ed autunnale ma in certe annate anche il peso delle piogge dei temporali estivi possono avere accumuli ingenti. A causa dei fronti freschi in arrivo sull'afosa Pianura Padana o per forti contrasti termici nelle diverse quote si possono verificare dei temporali potenti che possono scaricare modesta grandine, che può addirittura accumularsi. L'ultima forte grandinata è avvenuta il 31 luglio 2021.
Dal 1917 ha un archivio di dati meteorologici attualmente digitalizzato negli annali ISPRA relativi alla sua stazione storica in funzione fino ai primi anni 2000.
| Badia Polesine        | Mesi   | Mesi   | Mesi   | Mesi   | Mesi   | Mesi   | Mesi   | Mesi   | Mesi   | Mesi   | Mesi   | Mesi   | Stagioni | Stagioni | Stagioni | Stagioni | Anno |
| Badia Polesine        | Gen    | Feb    | Mar    | Apr    | Mag    | Giu    | Lug    | Ago    | Set    | Ott    | Nov    | Dic    | Inv      | Pri      | Est      | Aut      | Anno |
| --------------------- | ------ | ------ | ------ | ------ | ------ | ------ | ------ | ------ | ------ | ------ | ------ | ------ | -------- | -------- | -------- | -------- | ---- |
| T. max. media (°C)    | 4,9    | 9,1    | 14,0   | 18,7   | 23,4   | 27,4   | 29,4   | 28,5   | 24,6   | 18,0   | 10,7   | 5,1    | 6,4      | 18,7     | 28,4     | 17,8     | 17,8 |
| T. min. media (°C)    | −1,4   | 0,6    | 3,4    | 6,6    | 10,6   | 14,4   | 16,2   | 15,9   | 12,9   | 8,0    | 3,7    | −1,0   | −0,6     | 6,9      | 15,5     | 8,2      | 7,5  |
| Precipitazioni (mm)   | 59     | 54     | 48     | 57     | 69     | 63     | 49     | 78     | 55     | 54     | 81     | 51     | 164      | 174      | 190      | 190      | 718  |
| Giorni di pioggia     | 7      | 7      | 7      | 8      | 8      | 7      | 5      | 6      | 5      | 6      | 9      | 6      | 20       | 23       | 18       | 20       | 81   |
| Vento (direzione-m/s) | NW 3,6 | NW 3,9 | NE 4,0 | NW 4,1 | NW 4,1 | NW 3,9 | NW 3,6 | NW 3,8 | NW 3,7 | NE 3,8 | NW 3,8 | NW 3,8 | 3,8      | 4,1      | 3,8      | 3,8      | 3,8  |

## Storia
Il nome antico di Badia Polesine era semplicemente La Badia, con riferimento alla nota abbazia benedettina di S. Maria della Vangadizza attorno alla quale il paese si era sviluppato. Dopo il 589, in conseguenza della rotta dell'Adige alla Cucca, nell'attuale Veronella, l'Adige abbandonò il suo antico corso. Fu così che l'Athesis abbandonò le Isole Portilia (Porcilia) Menerva, Montagnana, Este e l'alveo fu spostato più a sud ovest verso Legnago con Porto, Castelbaldo e Badia, che era foce su uno dei Sette Mari raccontati da Plinio il Vecchio in Naturalis historia (Endolaguna).
Verso l'anno 900 il marchese di Mantova Almerigo fece edificare l'Abbazia, che viene successivamente ceduta ai monaci Benedettini. Tale abbazia era indipendente dalla diocesi di Adria e fu Stato indipendente fino al XIV secolo. 
Nel Duecento Badia era circondata da una fossa e tre porte garantivano l'ingresso in città. Nel Quattrocento iniziò il declino della Vangadizza, data in commenda fino alla fine del Settecento a cardinali. Ad inizio Ottocento passò sotto la proprietà della famiglia francese d'Espagnac e successivamente venne soppressa anche come convento con decreto napoleonico.
La città di Badia Polesine si ritrovò sotto le dominazioni estensi, padovane, della Repubblica di Venezia, dal 1797 dei francesi e successivamente degli austriaci fino al 1866, quando il Veneto venne annesso allo Stato d'Italia.
Badia Polesine risulta anche città conclusiva del percorso dell'antica via di pellegrinaggio Romea Annia: infatti i pellegrini che giungevano dal Nord Europa e dai Paesi dell'Est del continente, confluivano verso l'importante centro romano di Iulia Concordia, oggi Concordia Sagittaria. Da qui appunto, lungo la Romea Annia, percorrevano per oltre 200 chilometri tutta la bassa pianura padano-veneta da est a ovest, arrivando presso l'antica Abbazia di Badia Polesine.
Dall'Ottocento la città cominciò a svilupparsi: venne costruito il Teatro Sociale, l'ospedale e numerose opere pubbliche. Per quanto riguarda i trasporti, venne costruito il ponte sull'Adige che collega Badia con la provincia di Padova e la linea ferroviaria Verona-Rovigo. Nel 1928 il comune incluse nel suo territorio parte del comune soppresso di Crocetta, la quale diventò frazione, oltre che l'ex-comune di Villa d'Adige, anch'esso attualmente frazione. Durante la seconda guerra mondiale, nell'aprile 1945, venne bombardato e distrutto il borgo San Nicolò. Negli anni sessanta sorsero in città nuove industrie a causa del boom economico italiano, mentre a metà degli anni novanta venne ultimata la Strada statale 434 Transpolesana, con la conseguente nascita di numerose imprese e industrie nelle sue immediate vicinanze. Infine, nel dicembre 2014, nei pressi della città viene aperto lo svincolo finale dell'Autostrada A31 Valdastico.

### Simboli
Stemma
Lo stemma con scudo fu concesso dal re d'Italia Vittorio Emanuele III con regio decreto del 3 agosto 1930.
Presenta inoltre la corona dorata con cinque torri, simbolo del titolo di città (RDL 16 aprile 1817).
Le torri simboleggiano le tre "rocche marchesane" che sorgevano nel Fiume Adige, nei pressi della città.
Gonfalone
Il gonfalone è un drappo di azzurro, concesso con regio decreto del 20 novembre 1933.

## Monumenti e luoghi d'interesse

### Architetture religiose

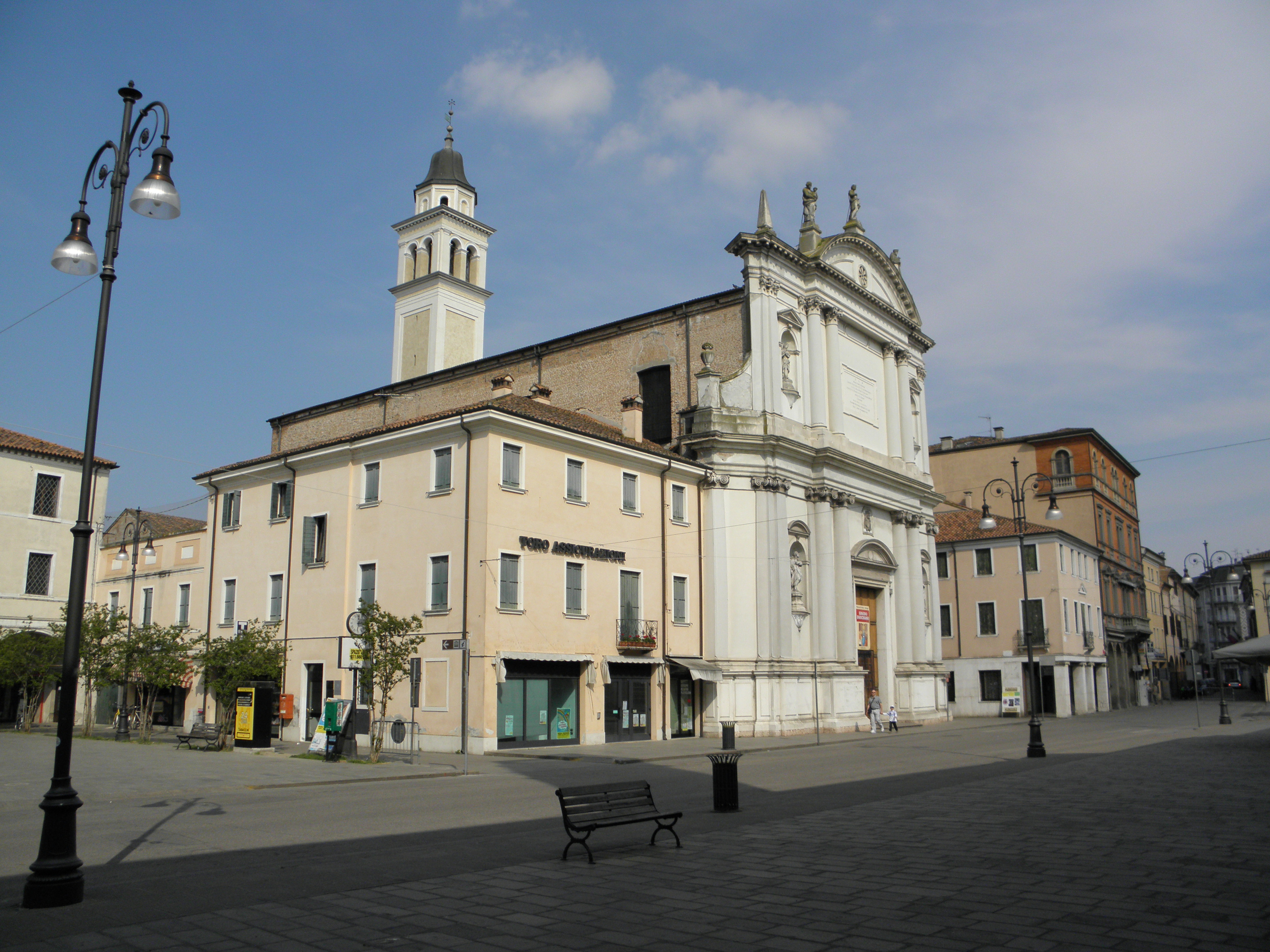
Chiesa Arcipretale di San Giovanni Battista

- Abbazia territoriale della Vangadizza (Abbazia della Beata Vergine della Vangadizza) - X secolo.
- Duomo Arcipretale di San Giovanni Battista
- Chiesa Sant'Antonio
- Oratorio della Madonna della Salute
- Chiesa Sant'Antonino (Salvaterra)
- Chiesa San Sebastiano (Crocetta)
- Chiesa San Giorgio Martire (Villafora)
- Chiesa di Santa Maria della Mercede (Colombano)
- Chiesa della Natività di Maria anche nota come chiesa San Costanzo (Villa d'Adige)

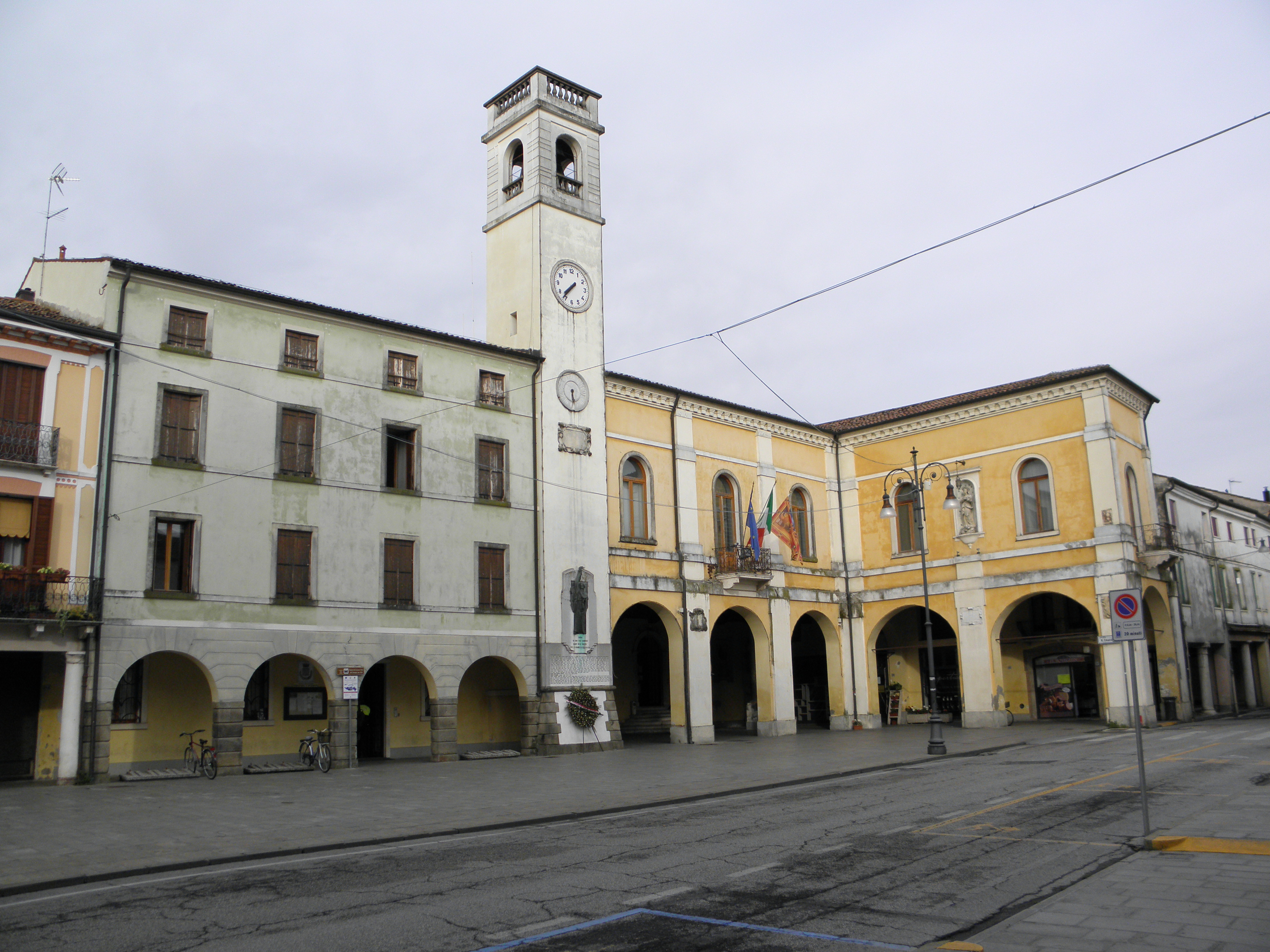
Piazza Vittorio Emanuele II, centro storico, il municipio e la torre civica

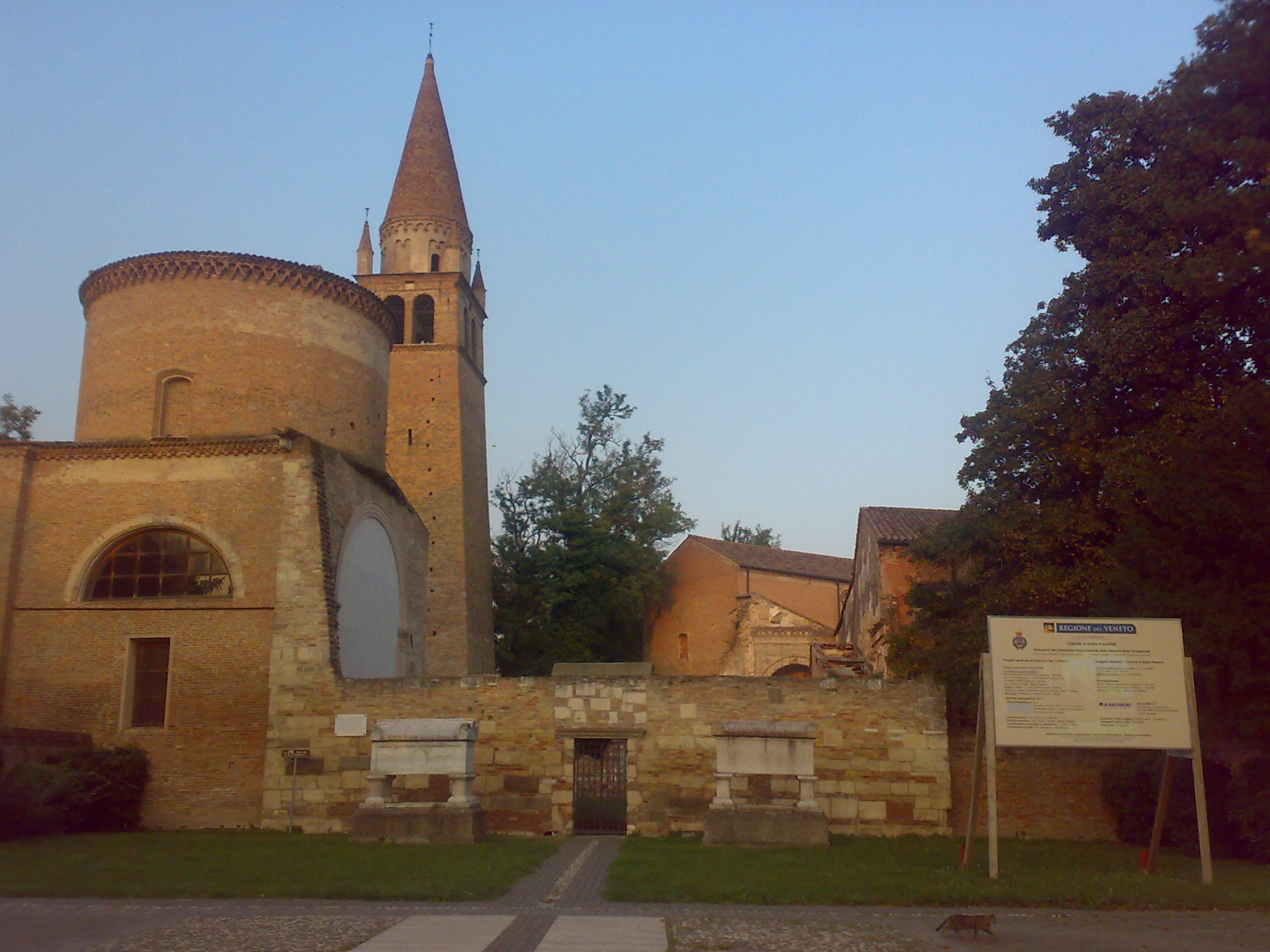
Complesso dell'Abbazia della Vangadizza

### Architetture civili

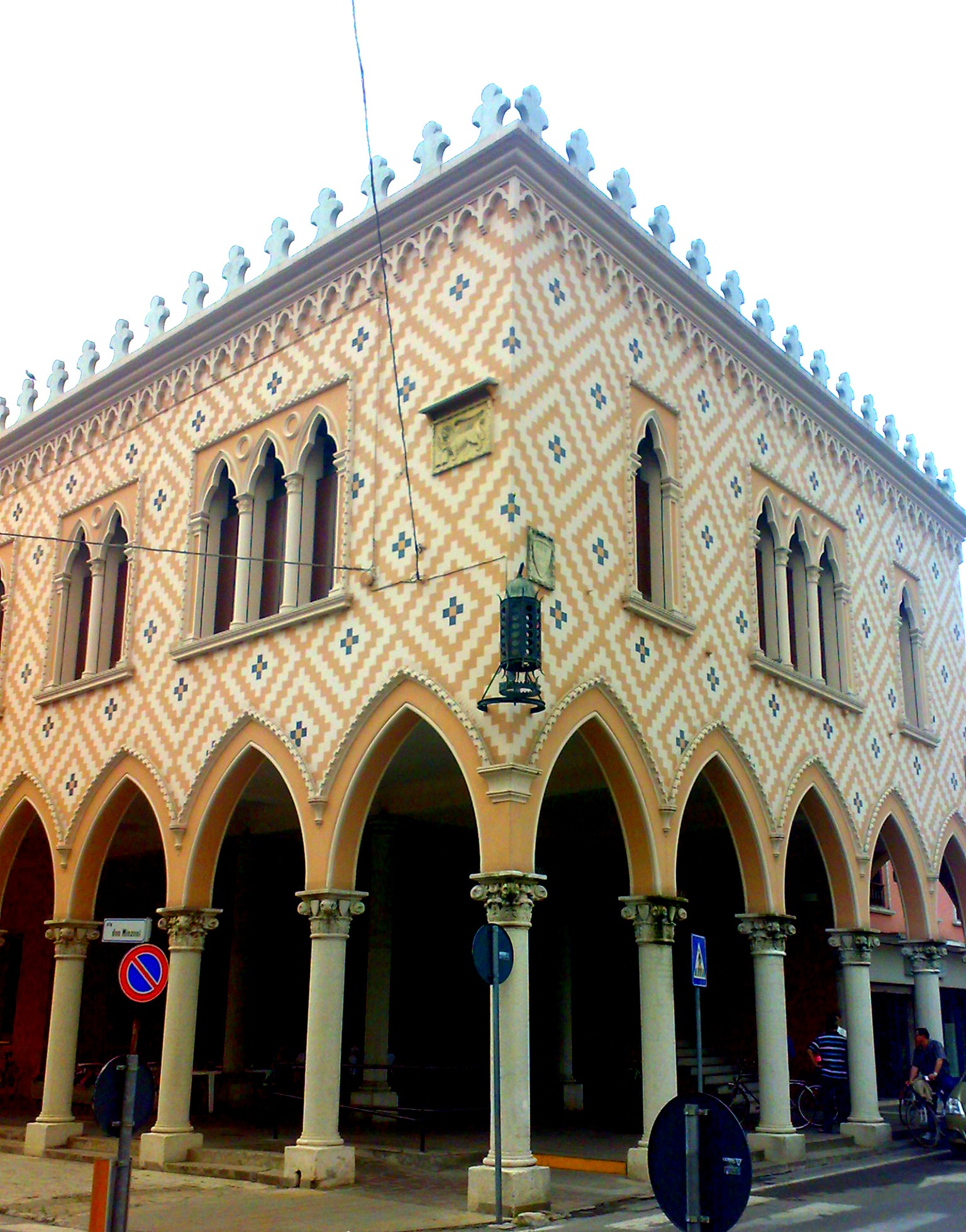
Mercato coperto

#### Palazzo degli Estensi
Palazzo storico, situato nell'omonima via del centro storico, realizzato nel XV secolo, è una delle poche testimonianze di architettura gotica sopravvissute in tutto il territorio polesano ed è, assieme all'abbazia della Vangadizza, uno dei simboli del capoluogo altopolesano.

#### Altre architetture civili
- Palazzo Rossi, maestoso ed imponente si affaccia su due strade quali via Carducci e via degli Estensi e la sua facciata domina la strada che dalla piazza dell’Abbazia della Vangadizza porta nella piazza municipale. Il palazzo, risalente al XVIII secolo, appartenne prima ad Antonio Rossi che, nel 1851, lo cedette a Carlo Balzan proprietario per oltre un ventennio prima di cederlo alla famiglia Miotto. Palazzo Rossi è caratterizzato da una equilibrata facciata con al centro, una trifora con balcone. Tale elemento architettonico è presente in diversi palazzi e non ha solo un fine ornamentale ma ha anche uno scopo di praticità poiché la trifora, aprendosi a tutta superficie del salone, forniva luce a quella che era la parte di rappresentanza del palazzo, cioè il salone superiore. La trifora del palazzo Rossi ha un elemento nuovo: sopra le due porte-finestre laterali architravate, si aprono due finestre quadrate ai lati dell’area centrale per aumentare la luce nel salone; il tutto inserito in un contesto raffinato e racchiuso da cornici sagomate e modanature. Le cornici delle finestre con inferriate del pianterreno, sono lineari mentre le superiori della facciata principale che dà su via degli Estensi, sono sovrastate da un timpano curvilineo. Una sottile cornice delimita discretamente, quasi timidamente e senza imporsi, i due piani a differenza della grossa cornice che circonda la parte superiore del palazzo. Lo stesso motivo a trifora lo si trovava pure nella facciata opposta che dava sul giardino e che purtroppo negli anni Sessanta del Novecento venne, con lo stesso giardino, sacrificata per permettere le costruzioni di nuovi edifici. All’interno di palazzo Rossi è ben visibile un monumentale scalone in pietra tenera in puro stile Settecento ed alcune stanze decorate con raffinati stucchi sempre dello stesso periodo, che coprono soffitti e pareti. Gli stucchi formano riquadri disegnati con eleganza e colorati con le due tinte più diffuse del tempo: il rosa e il verdino. Bello ed elegante anche il caminetto rimasto in una delle stanze laterali al salone centrale mentre piacevoli sono le decorazioni pittoriche del primo Novecento del soffitto di un’altra stanza sempre laterale al salone centrale del palazzo. Nel palazzo esiste al pianterreno un’inferriata barocca, oggi murata, confinante con l’attigua chiesetta della Beata Vergine dell’Addolorata, oggi Sant’Antonio Abate, dietro la quale i nobili Rossi, proprietari del palazzo, potevano assistere alla santa messa. Sul pavimento dell’oratorio ancora oggi è visibile una tomba dove nel 1700, venne sepolto un membro della famiglia Rossi. Il palazzo ha subito un recente restauro grazie al quale sono affiorate le decorazioni dei soffitti, a firma del pittore veneziano Giovanni Biasin.
- Palazzo Rosini, costruito nel XVI secolo
- Palazzo Bassi, costruito nel XVII secolo
- Palazzo Picinali, costruito alla fine dell'Ottocento
- Villa Turchetti, in stile liberty costruita nel 1905
- Mercato Coperto, in stile gotico-veneziano, costruito nel primo Novecento
- Villa Finzi, costruita alla fine dell'Ottocento
- Istituto Caenazzo-Bronzin
- Palazzo Gulinelli, costruito verso la fine del Cinquecento
- Villa Pellegrini, Salvaterra
- Sede municipale e Torre dell'Orologio, ricostruito nel XVII secolo.

### Altri monumenti
- Busto di Giuseppe Garibaldi, Guglielmo Michieli (1884), Loggia del Municipio[15]
- Busto di Vittorio Emanuele II, Guglielmo Michieli (1884), Loggia del Municipio
- Lapide a Felice Cavallotti, Armando Zago (1911), Loggia del Municipio[16]
- Busto di Gherardo Ghirardini, opera di Gino Vascon (1928), Loggia del Municipio[17]
- Lapide a Luigi Balzan, Angelo Viaro (1931), Loggia del Municipio[18]
- Monumenti ai caduti delle guerre, Piazza Vittorio Emanuele II, Piazza Garibaldi e Piazza Marconi
- Monumento a Vittorio Formentano, fondatore dell'AVIS, inaugurato nel 1988, Via Petrarca.
- Monumento a Carlo Alberto dalla Chiesa, Johnny Schiavo, inaugurato nel 1992, Piazzale C.A. Dalla Chiesa
- Monumento a Giovanni Falcone e Paolo Borsellino, all'interno della Cittadella dello Sport.
- Monumento ai Caduti del lavoro, inaugurato nel 2008, Via Benemeriti del Lavoro.
- Monumento ai militari caduti nelle missioni di pace, inaugurato nel 2010, Via Foro Boario.

### Aree naturali
- Parco "Bruno Munari"
- Giardini della Vangadizza
- Giardino dell'Abate
- Giardini del Foro Boario ai valori della rivoluzione francese
- Sperone Bova e aree attrezzate sugli argini del Fiume Adige
- Oasi Valle della Buora.

## Società

### Evoluzione demografica
Abitanti censiti

## Cultura

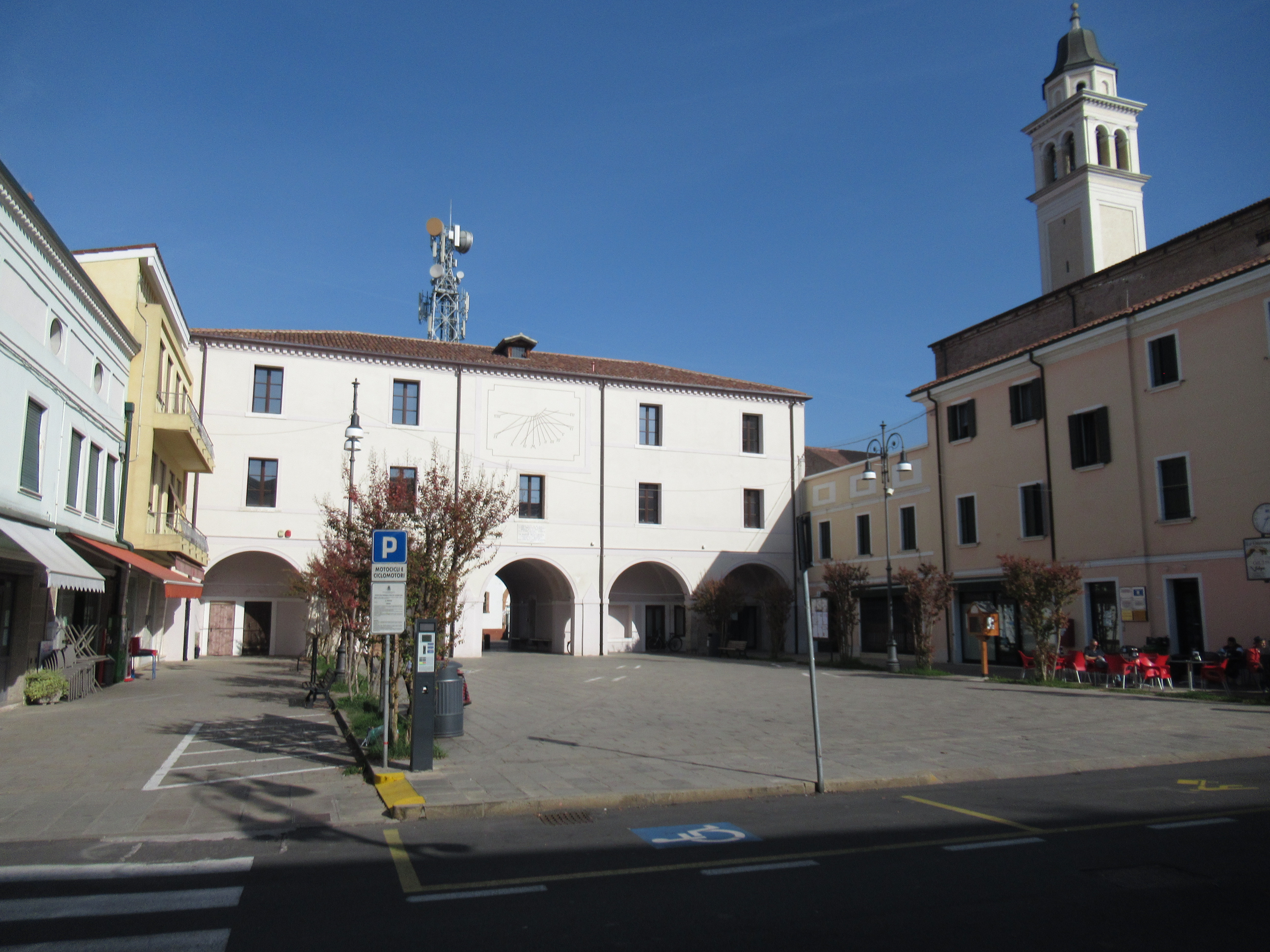
La porzione di Piazza Vittorio Emanuele II conosciuta come Piazza Grani e, sullo sfondo, il Museo Civico Baruffaldi

### Istruzione

#### Biblioteche
- Biblioteca Comunale "G.G. Bronziero", presso l'Abbazia della Vangadizza, aderente al Sistema Bibliotecario Provinciale.

#### Scuole
L'Istituto Comprensivo di Badia Polesine-Trecenta comprende, nel comune di Badia Polesine, un asilo nido ed infantile, i plessi della scuola primaria "Sandro Pertini" di via Petrarca (classi prima e seconda) e di piazza Marconi (classi terza, quarta e quinta) e la scuola secondaria di primo grado "G. Ghirardini". La città è servita anche da asili a gestione privata e da una scuola primaria paritaria.
Badia Polesine è, inoltre, un importante polo scolastico che copre l'area dell'Alto Polesine e dei vicini comuni delle province di Verona e di Padova: è presente nel territorio comunale l'IIS "Primo Levi" con le due sedi "E. Balzan" (Liceo linguistico; Liceo delle scienze umane; Liceo scientifico opzione scienze applicate; ITIS indirizzo informatica e telecomunicazioni; ITIS indirizzo elettronica ed elettrotecnica) e "L. Einaudi" (Istituto Tecnico indirizzo Amministrazione, finanza e marketing; Istituto Tecnico indirizzo sistemi informativi aziendali; Istituto Tecnico indirizzo biotecnologie ambientali; Istituto Tecnico indirizzo biotecnologie sanitarie) e l'IPSIA "E. Bari" (indirizzo Manutenzione e assistenza tecnica).

#### Musei e pinacoteche
- Museo civico A.E. Baruffaldi
- Collezione Eugenio Balzan, presso il Teatro Sociale Eugenio Balzan[20]

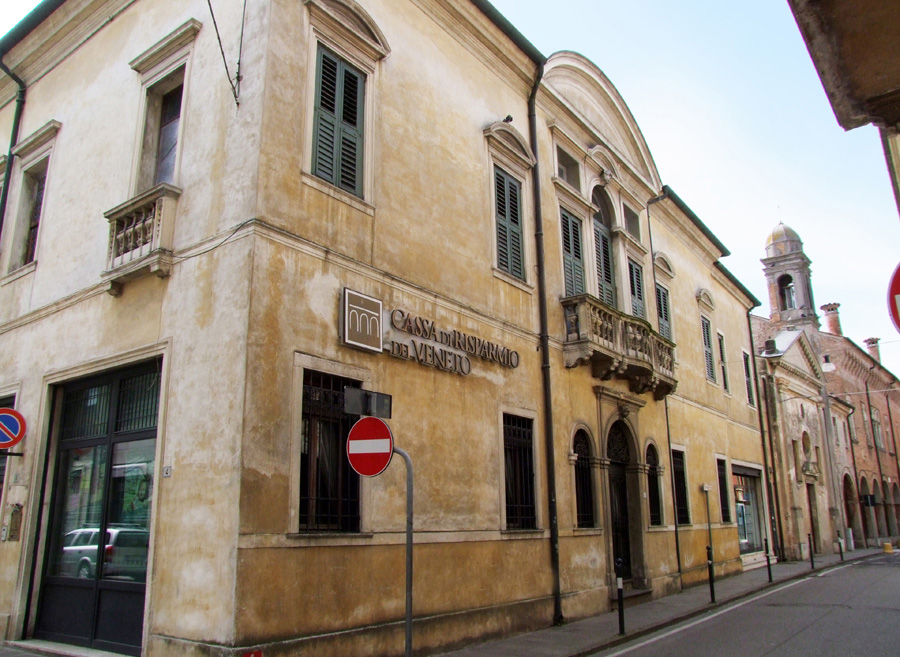
Veduta di Palazzo Rossi

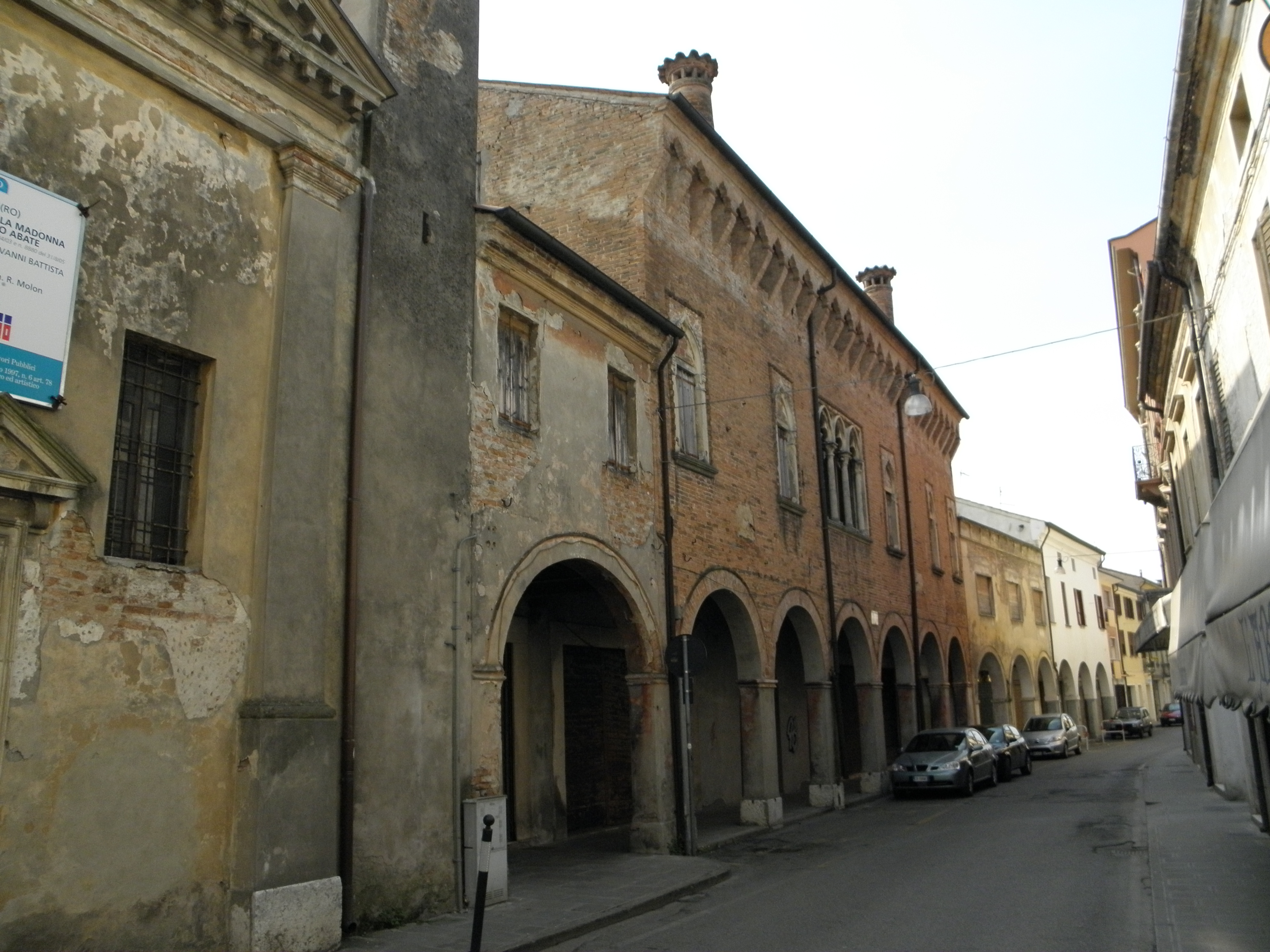
Palazzo degli Estensi (o Palazzo Gradenigo)

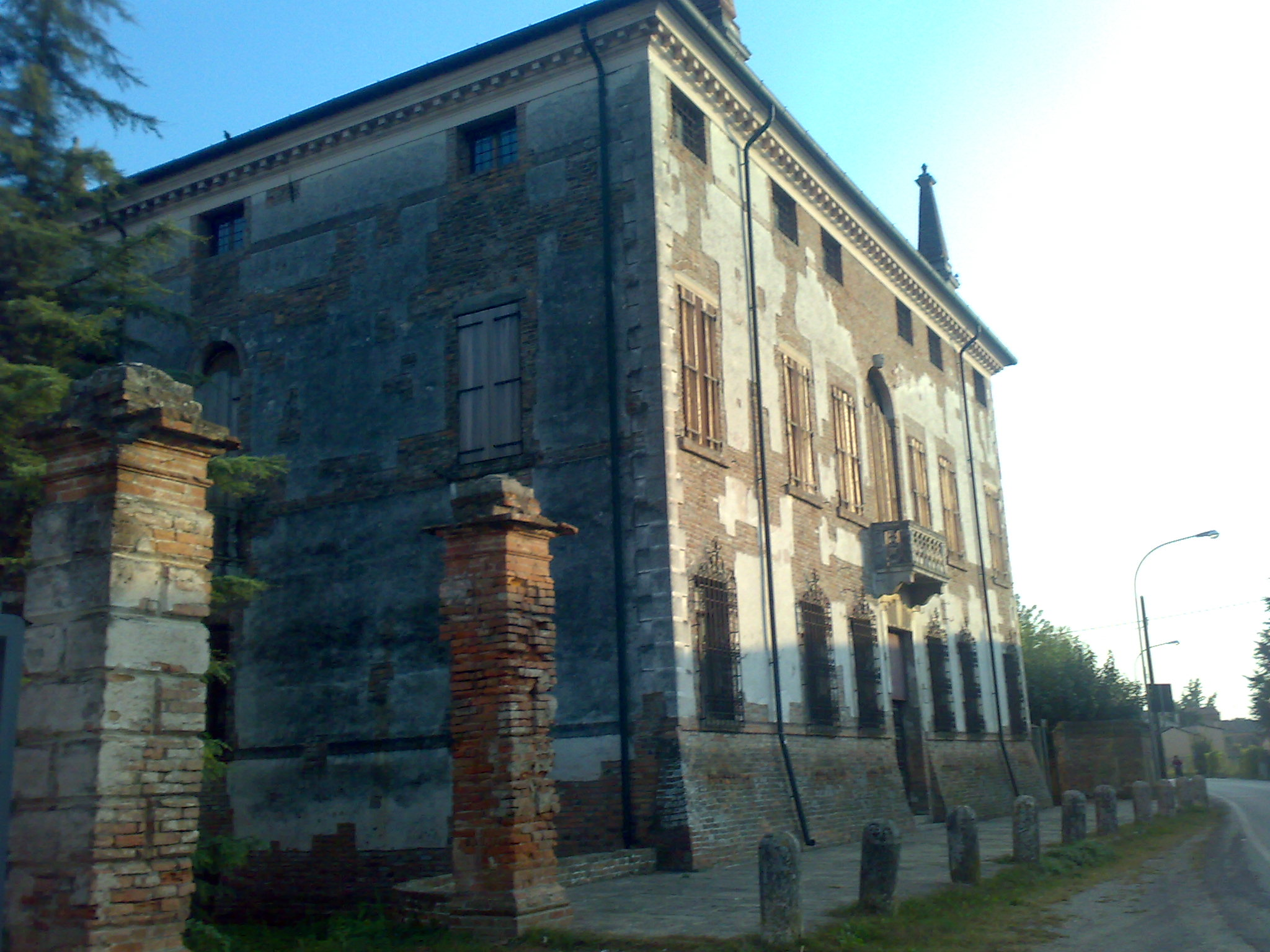
Villa Pellegrini nella frazione di Salvaterra.

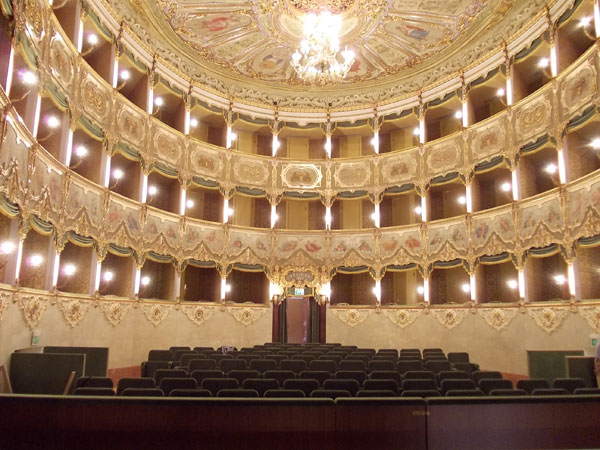
Interno del Teatro Sociale

### Teatro
- Teatro Sociale, costruito nel 1812 a spese del badiese Bartolomeo Dente, restaurato nel 2000-2011, ora aperto e intitolato ad Eugenio Balzan
- Cinema-Teatro Politeama

## Geografia antropica

### Frazioni
Nel territorio comunale sono presenti le seguenti frazioni:
- Salvaterra - 650 abitanti
- Villa d'Adige - 1 240 abitanti
- Villafora - 267 abitanti
- Crocetta - 309 abitanti.

### Località
Nel territorio comunale sono presenti le seguenti località:

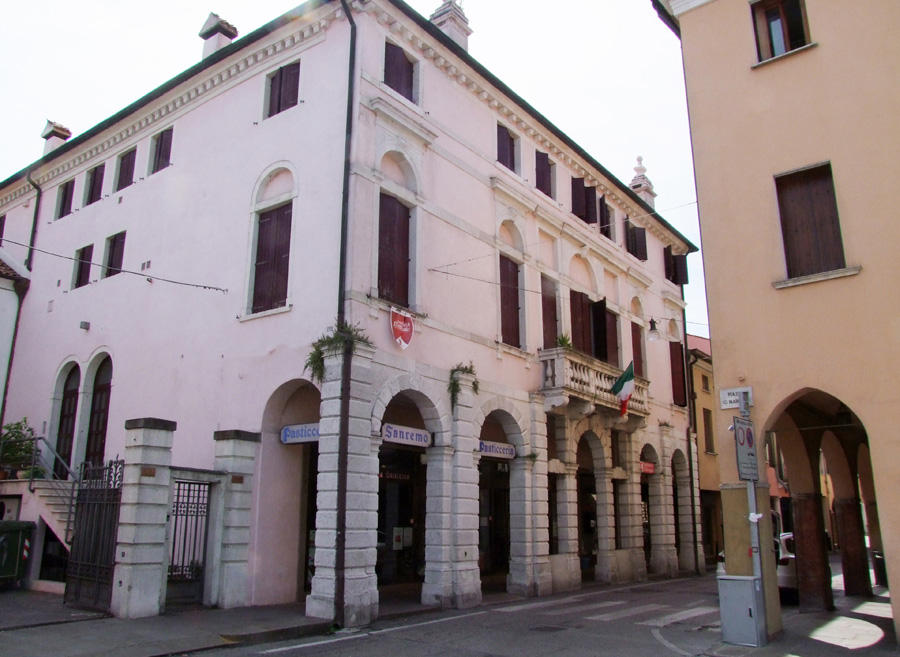
Veduta di Palazzo Bassi

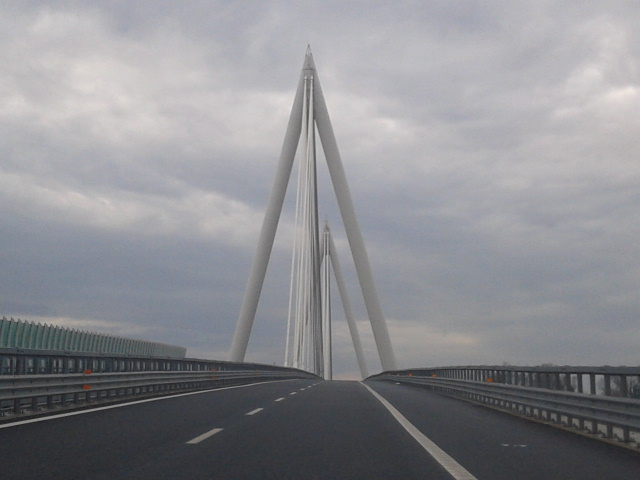
Il ponte strallato dell'Autostrada A31 sul fiume Adige tra Badia Polesine e Piacenza d'Adige

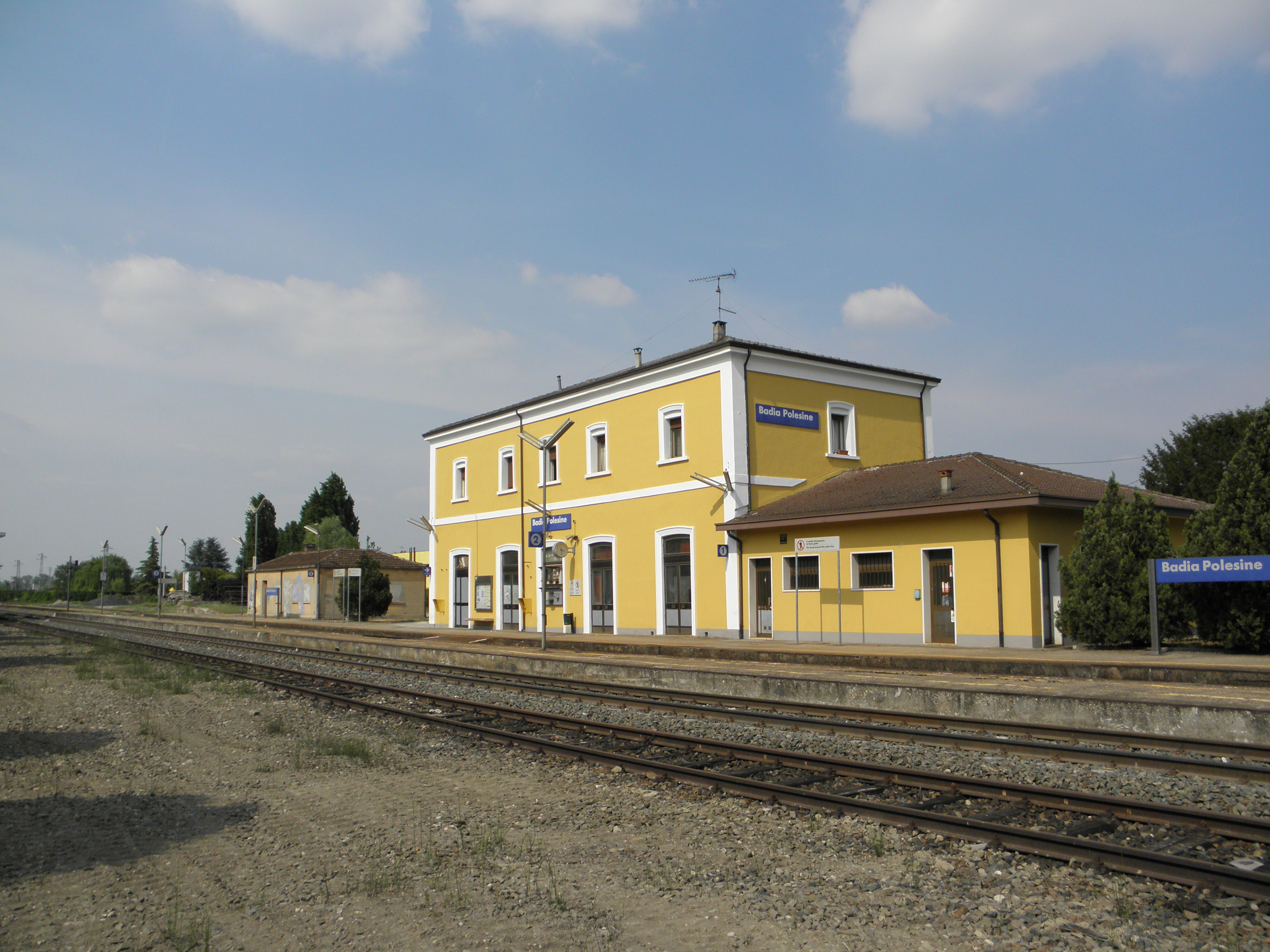
La stazione ferroviaria

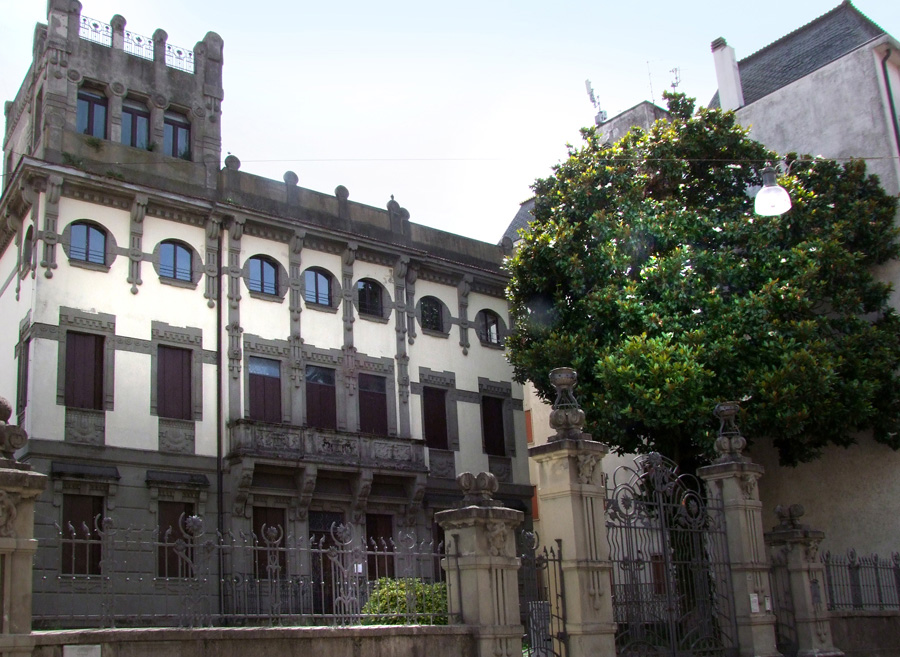
Villa Turchetti

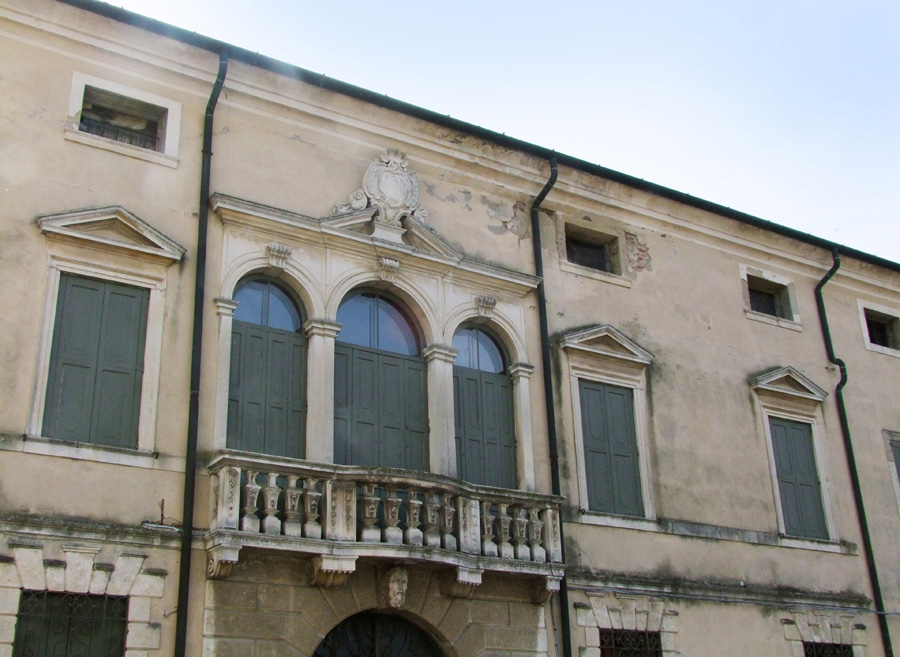
Palazzo Gulinelli

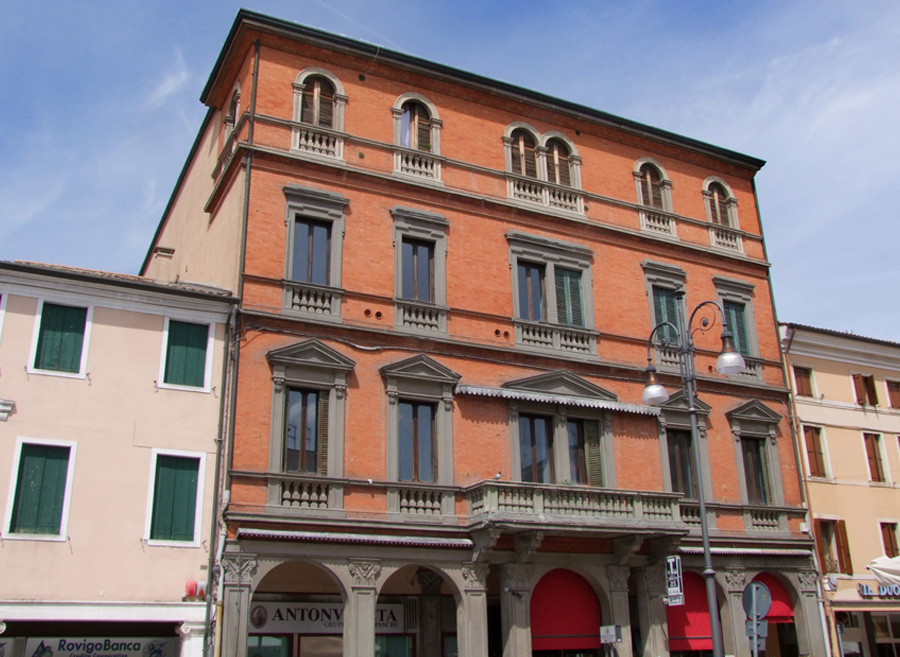
Palazzo Piana

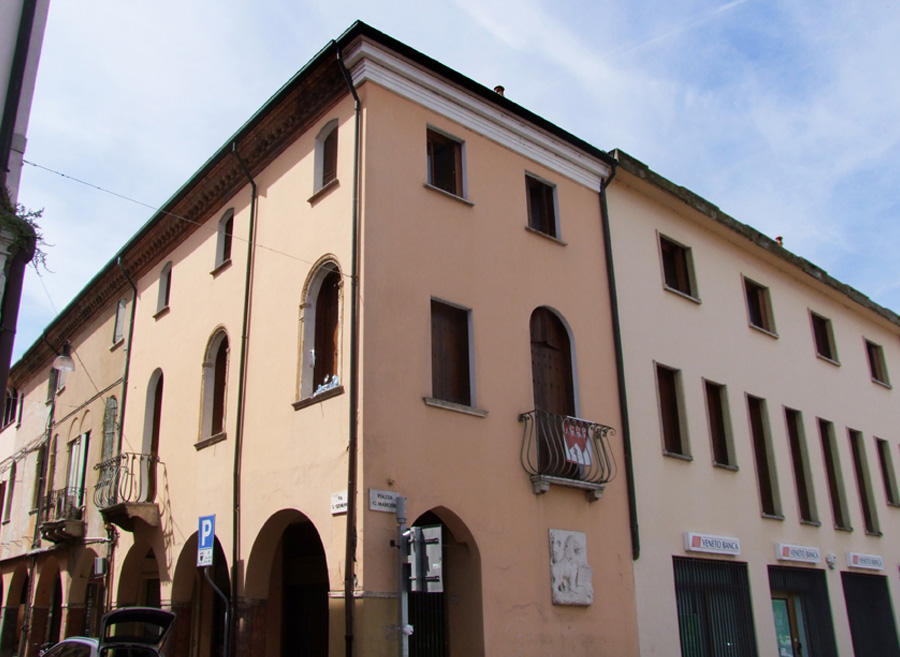
Palazzo Rosini

- Colombano
- Le Giare
- Bovazecchino
- Barchetta
- Masetti
- Ca' Giovannelli
- Boscovecchio

## Economia
Nel territorio comunale si riconoscono diverse aree produttive. 
La zona industriale più ampia è situata alle porte della città nella zona di via Ca' Mignola Nuova e via Ca' Mignola Vecchia. Un'altra importante area produttiva è situata nei pressi della frazione di Crocetta, nelle immediate vicinanze della Strada Statale 434 Transpolesana. Si riconoscono insediamenti produttivi anche in via dello Zuccherificio e in via Fratelli Rosselli, rispettivamente a sud e a ovest della città.

## Infrastrutture e trasporti

### Strade
Badia è sulla direttrice da Verona a Rovigo, ed è lambita a sud dalla SS 434 Transpolesana dove ha diverse uscite (Menà-Villa d'Adige; Badia Polesine-Este-Castelmassa; Ficarolo-Trecenta-Badia Polesine; Canda-Occhiobello; Ca' Giovannelli).
Badia Polesine è inoltre attraversata dall'Autostrada A31 Valdastico Sud: nel territorio comunale sorge, infatti, la barriera e un'uscita, oltre all'interconnessione dell'autostrada con la Strada Statale 434 Transpolesana.
Sono inoltre presenti la SR88 Badia Polesine-Rovigo in direzione Rovigo (Via Polesana per Badia), la SR88 verso la Provincia di Verona e Legnago, la SP42 che attraversa l'Adige e s'immette nella Provincia di Padova con la SP91, la SP1 verso Crocetta, la SP12 verso Stienta, la SR482 Alto Polesana in direzione Castelmassa, Ostiglia e Mantova. Importanti arterie nel territorio sono poi:
- Via Ca' Mignola Nuova verso Lendinara e Rovigo;
- Riviera Matteotti, Riviera Balzan e Riviera Miani verso Masi e la provincia di Padova, che costeggiano il canale Adigetto;
- Via Cappuccini verso la SS 434 Transpolesana e Giacciano con Baruchella;
- Via Martiri di Villamarzana e via Masetti verso Crocetta e la Zona Industriale Crocetta;
- Via Fratelli Rosselli, Via Bovazecchino, Via Verdi verso Villa d'Adige, Castagnaro e la provincia di Verona;
- Via Roma che dalla SR88 si immette nel centro storico del paese.

### Ponti sul fiume Adige
Nel territorio comunale sono presenti due ponti sul fiume Adige. Il primo collega Badia Polesine a Masi, comune della provincia di Padova. Il secondo, invece, è il ponte strallato dell'Autostrada A31 che collega la città con Piacenza d'Adige. Esso è il ponte strallato con la maggior luce (310 m) in Italia.

### Ferrovie
La stazione ferroviaria di Badia Polesine è collegata alla linea Verona – Legnago – Rovigo, in gestione a RFI. Il traffico passeggeri è gestito da Trenitalia e utilizza treni classificati come regionali con una cadenza di ogni ora.
Nei pressi della stazione è presente l'autostazione per l'interscambio con gli autobus Busitalia Veneto e ATV.

### Mobilità urbana
Badia Polesine è un importante snodo di autobus per la provincia di Rovigo. Infatti, il sistema di trasporto pubblico della città è servito da linee extraurbane gestite da Busitalia Veneto, che collegano Badia Polesine con il capoluogo Rovigo, con i vicini comuni dell'Alto Polesine, con la provincia di Padova e con Ferrara. Verso le principali località sulla direttiva verso Verona e la provincia di Verona, invece, il trasporto pubblico è gestito da ATV (linee 341 e 344).
È possibile accedere al sistema del trasporto pubblico dall'autostazione di Badia Polesine e dalle varie fermate presenti nel territorio.

## Amministrazione

### Sindaco
Dall'11 giugno 2017, il sindaco di Badia Polesine è Giovanni Rossi (lista civica Giovanni Rossi Sindaco).
| Periodo    | Periodo     | Primo cittadino                         | Partito                       | Carica                  | Note |
| ---------- | ----------- | --------------------------------------- | ----------------------------- | ----------------------- | ---- |
| 1945       | 1946        | Arturo Rossi                            |                               | Sindaco                 |      |
| 1946       | 1955        | Antonio Capato                          |                               | Sindaco                 |      |
| 1955       | 1956        | Dario Saltarin                          |                               | Sindaco                 |      |
| 1956       | 1957        | Ruggero Fusillo                         |                               | Commissario prefettizio |      |
| 1957       | 1961        | Vielmo Duò                              |                               | Sindaco                 |      |
| 1961       | 1969        | Mario Montini                           |                               | Sindaco                 |      |
| 1969       | 1970        | Gianfranco Mescola                      |                               | Commissario prefettizio |      |
| 1970       | 1975        | Gastone Fantato                         |                               | Sindaco                 |      |
| 1975       | 1980        | Germano Goia                            |                               | Sindaco                 |      |
| 1980       | 1985        | Gabriele Cappato                        |                               | Sindaco                 |      |
| 1985       | 1990        | Paolo Meneghin                          |                               | Sindaco                 |      |
| 1995       | 1999        | Edo Boldrin                             |                               | Sindaco                 |      |
| 1999       | 2004        | Edo Boldrin                             |                               | Sindaco                 |      |
| 2004       | 2009        | Paolo Meneghin                          |                               | Sindaco                 |      |
| Marzo 2009 | Giugno 2009 | Luigi Vitetti                           |                               | Commissario prefettizio |      |
| 2009       | 2011        | Gastone Fantato                         |                               | Sindaco                 |      |
| 2011       | 2012        | Luigi Vitetti - Anna Antonella Pitrelli |                               | Commissario Prefettizio |      |
| 2012       | 2017        | Gastone Fantato                         | lista civica                  | Sindaco                 |      |
| 2017       | 2022        | Giovanni Rossi                          | lista civica di centro-destra | Sindaco                 |      |
| 2022       | In carica   | Giovanni Rossi                          | lista civica di centro-destra | Sindaco                 |      |

### Gemellaggi
- Estepa, dal 1992[23]
- Saint-Thibault-des-Vignes, dal 2006[24]
Badia Polesine e Saint-Thibault-des-Vignes condividono lo stesso patrono (San Teobaldo di Provins), le cui spoglie si trovano presso la chiesa arcipretale di San Giovanni Battista di Badia Polesine. Presso il parco dell'Abbazia della Vangadizza è stata dedicata una collinetta al comune francese.

## Sport

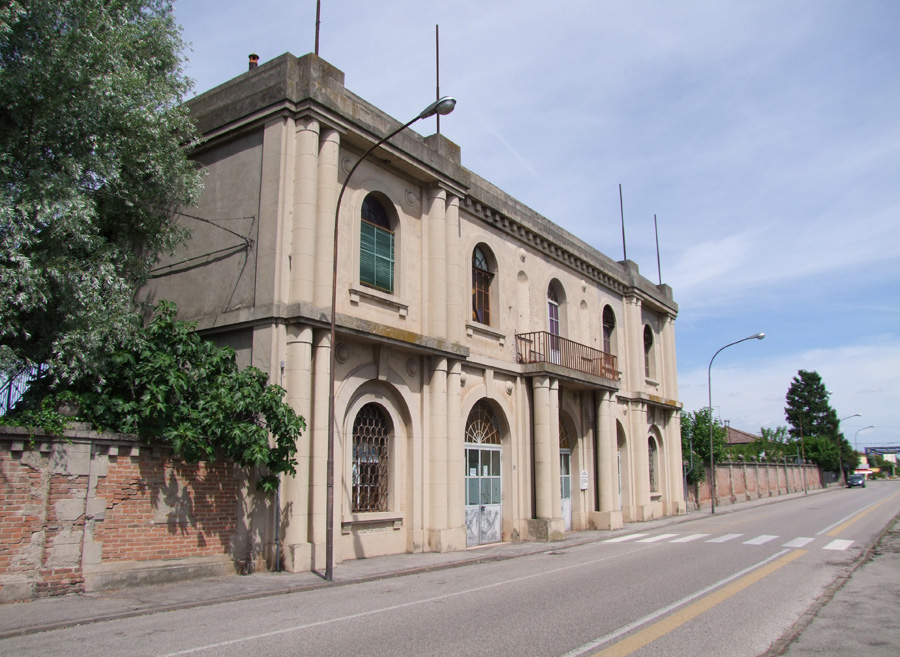
Stadio Ottorino Verzaro

Ha sede nel Comune la società Rugby Badia ASD, militante in Serie A.
La società di calcio U.S. Badia Polesine milita nel campionato di Promozione.

### Impianti sportivi
- Stadio "Valentino Degani-Tino Magnan" (Calcio)
- Nuovi impianti sportivi di Via Martiri di Villamarzana (Rugby, Tennis, Padel, Baseball): gli impianti hanno ospitato il 14 marzo 2015 l'incontro Italia-Francia valido per il torneo 6 Nazioni di Rugby femminile, vinto dalla nazionale italiana per 17 a 15.[25]
- Palasport (Basket, Pallavolo e Calcio a 5)
- Stadio "Ottorino Verzaro" (1928), dismesso.